# Osiedle
Osiedle ist in Polen der Begriff für Siedlung bzw. Wohngebiet und als solcher auch in viele Ortsnamen eingegangen. Oft wurde diese Bezeichnung für Plattenbauviertel aus der Nachkriegszeit (Osiedle mieszkaniowe) verwendet. Zwischen 1954 und 1972 war der Begriff Osiedle eine offizielle administrative Einheit in der Stadtgliederung.

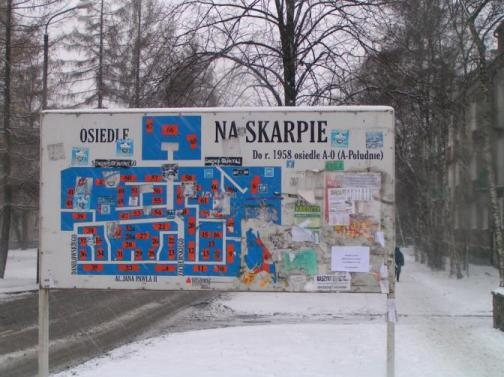
Der Siedlungsplan von Osiedle na Skarpie

## Größere Ortschaften
- Osiedle Na Skarpie bei Krakau
- Osiedle Paderewskiego (Katowice)
- Osiedle Tysiąclecia (Katowice)
- Osiedle Walentego Roździeńskiego
- Bukowina-Osiedle